# Brasilianischer Pfefferbaum

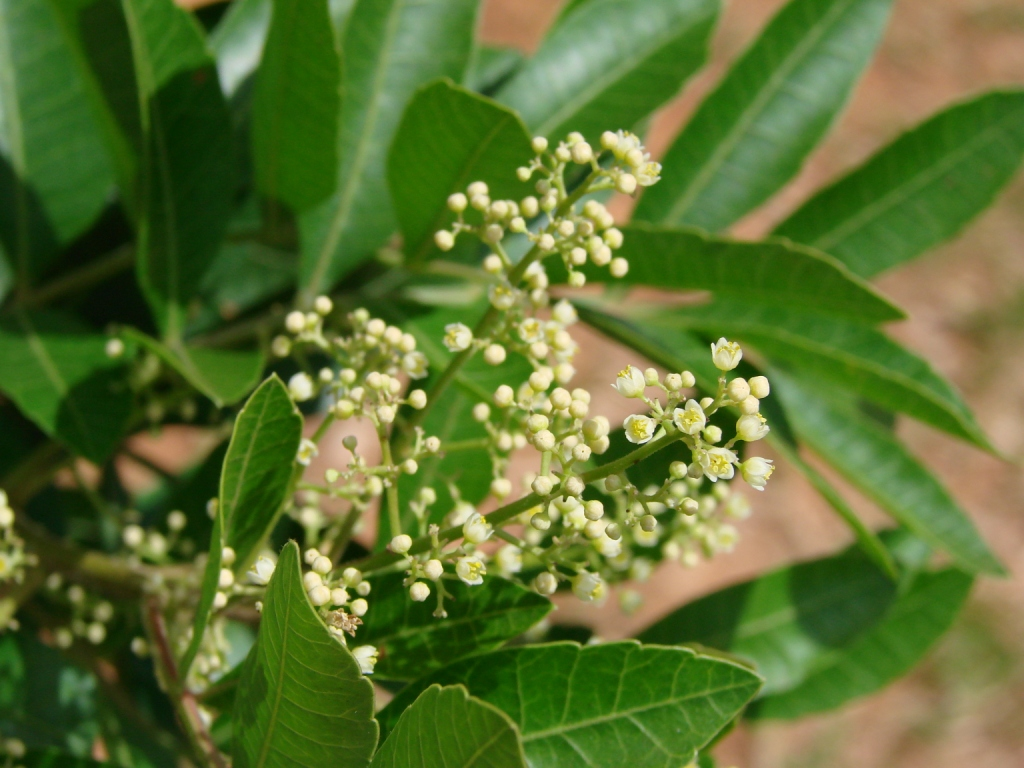
Blütenstände

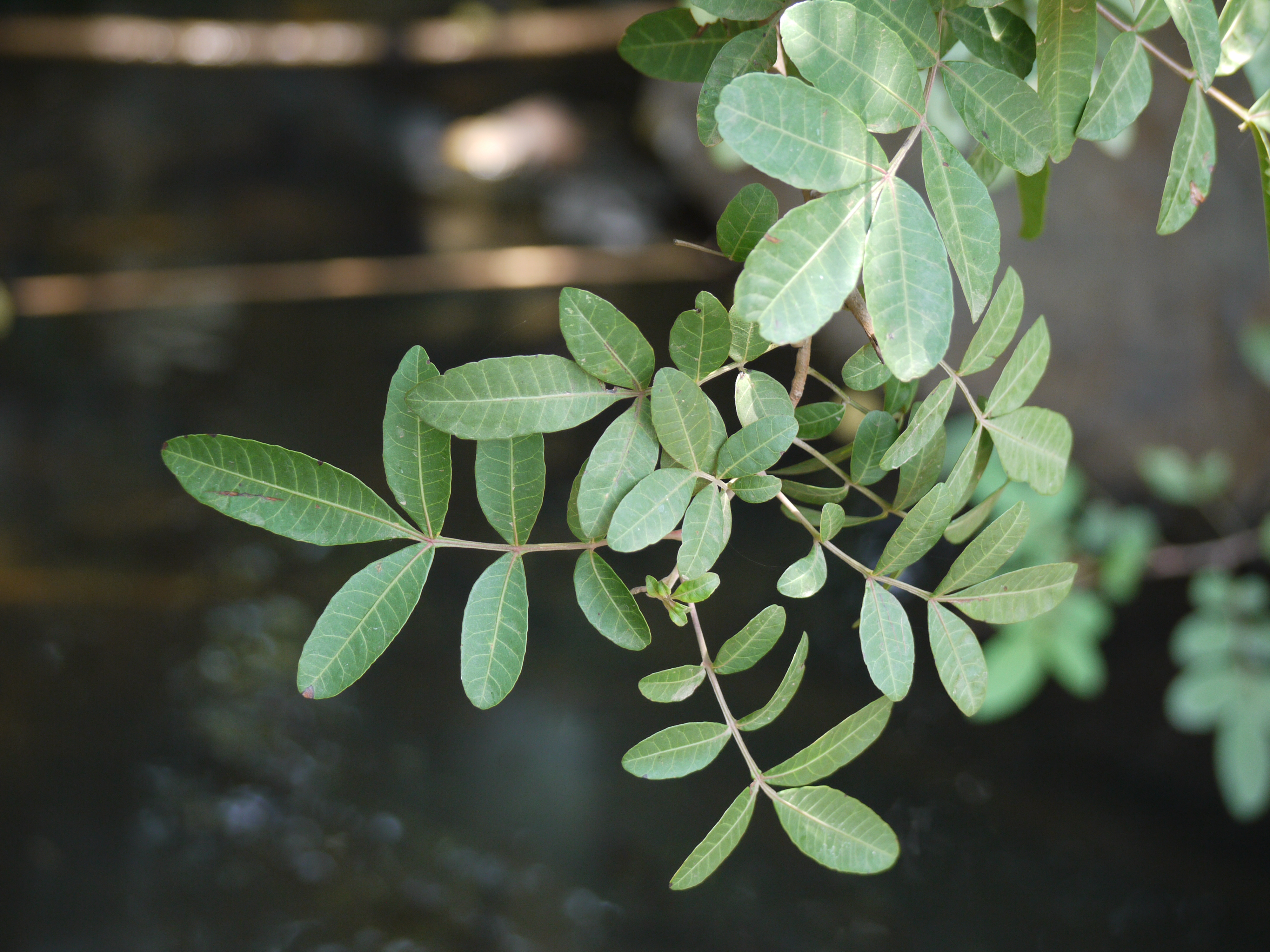
Blätter

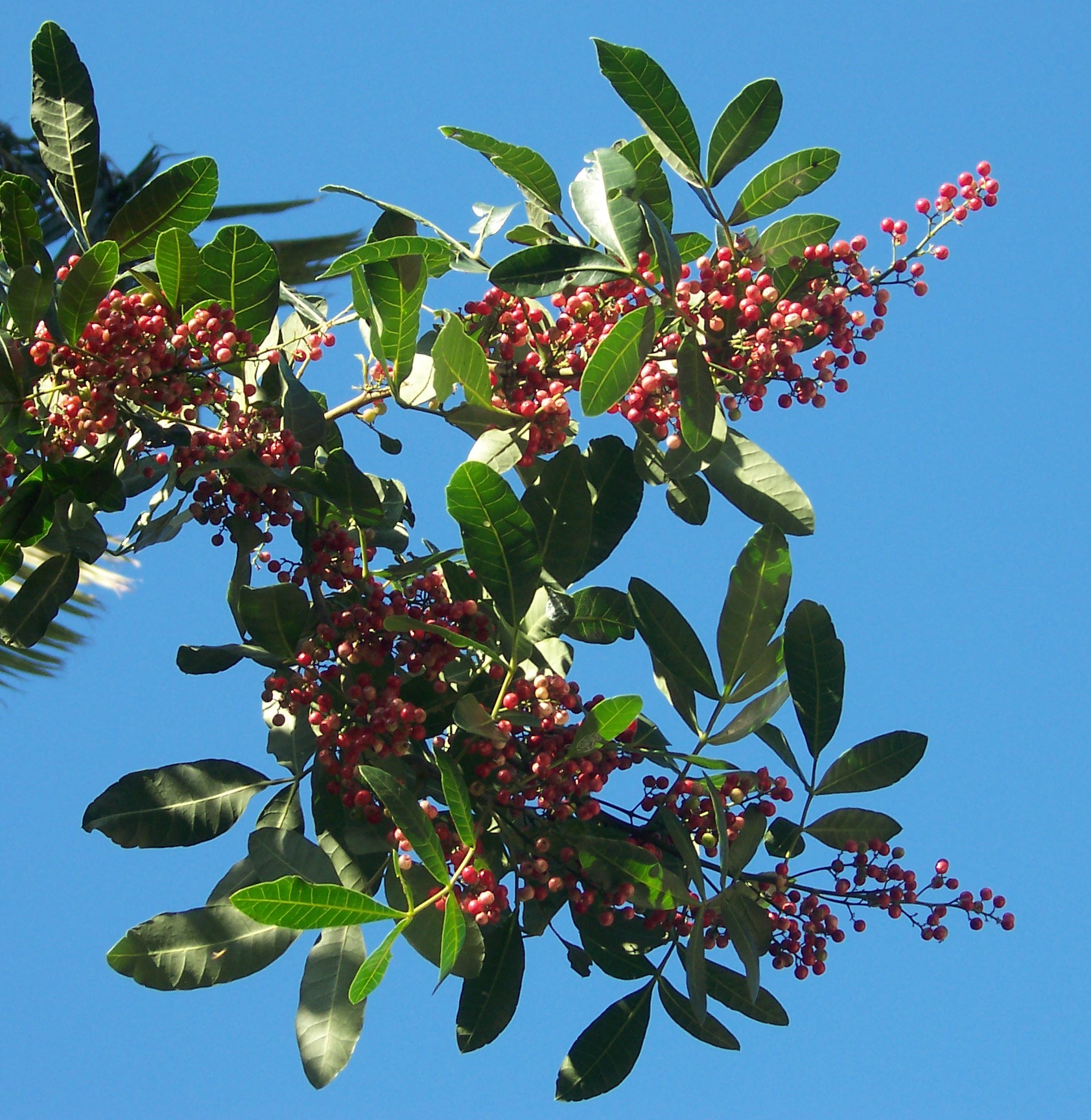
Fruchtstand

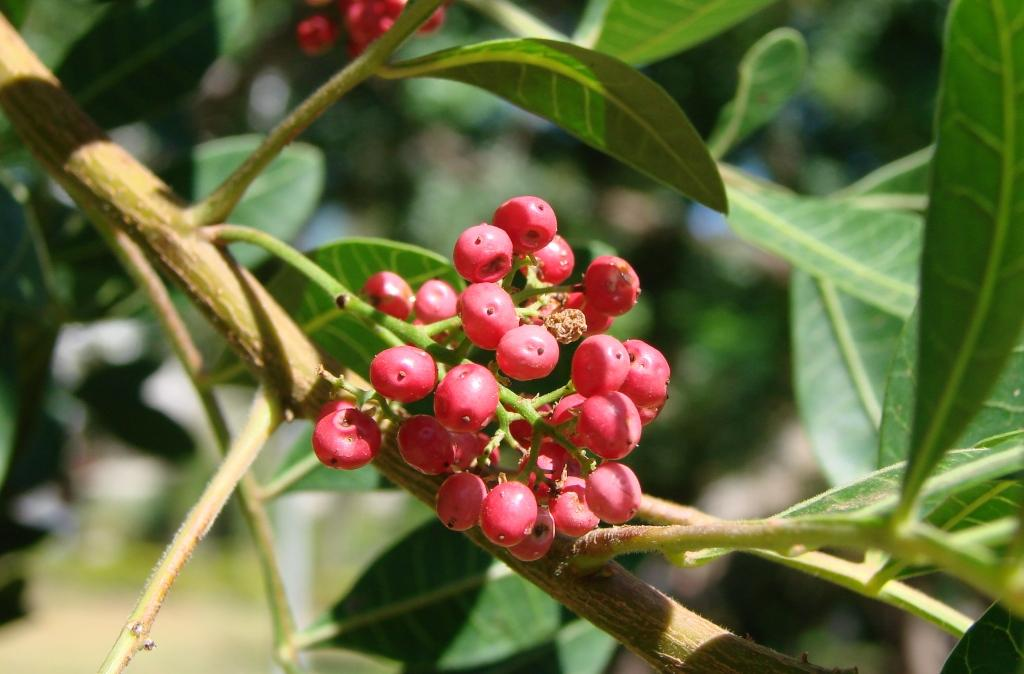
Fruchtstand

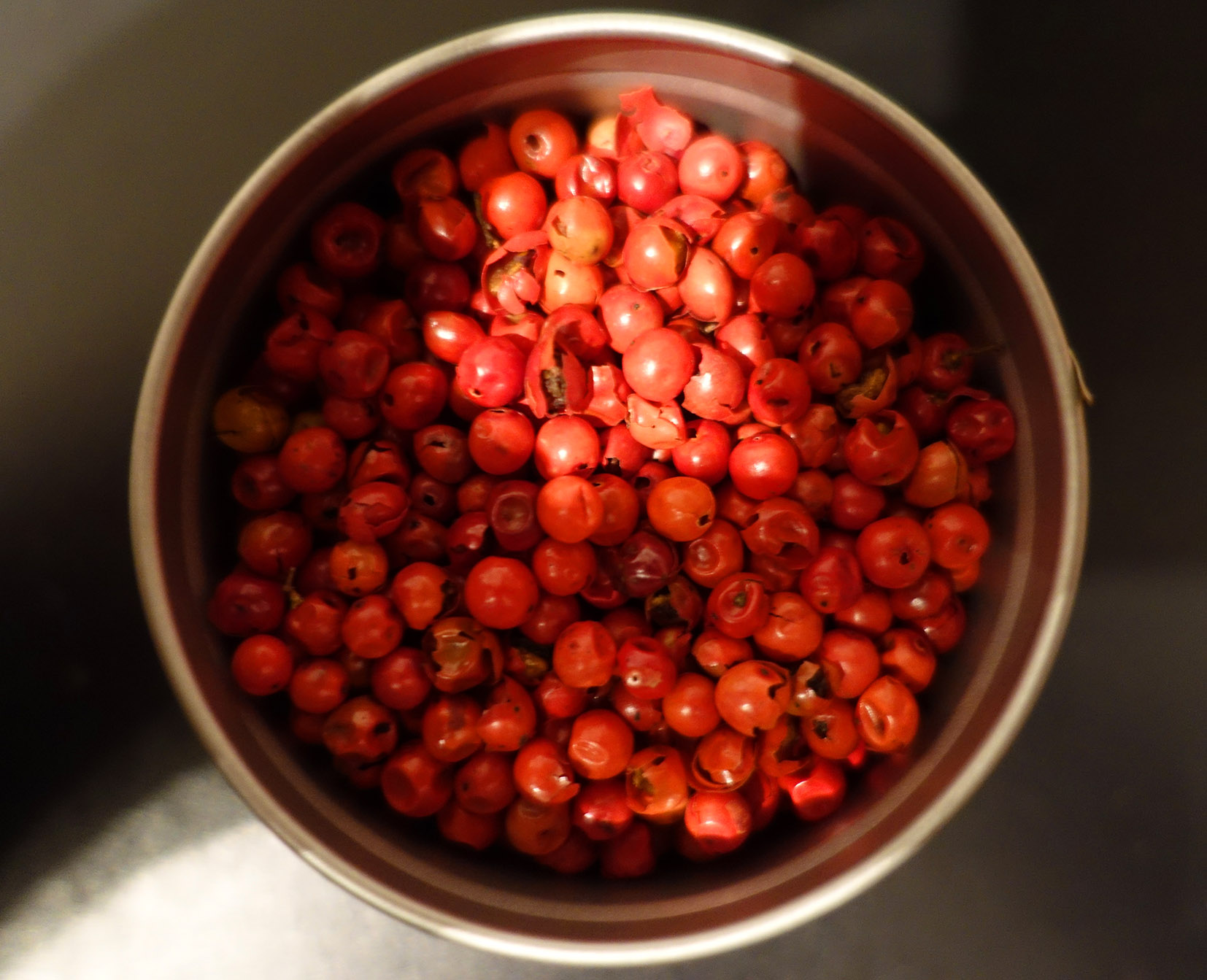
Früchte

Der Brasilianische Pfefferbaum (Schinus terebinthifolia), auch Weihnachtsbeere genannt, gehört zur Familie der Sumachgewächse (Anacardiaceae). Die Art zählt zu den 100 gefährlichsten Neobiota weltweit.

## Beschreibung
Der Brasilianische Pfefferbaum wächst als immergrüner Strauch oder kleiner, öfter mehrstämmiger Baum und erreicht Wuchshöhen von bis zu zehn Metern, seltener etwas mehr. Der Stammdurchmesser erreicht über 30 (60) Zentimeter. Die bräunliche bis gräuliche Borke ist im Alter rissig bis furchig und teils abblätternd.
Er hat eine rundliche Krone und wechselständige, gestielte, unpaarig gefiederte Blätter mit oft leicht geflügelter, etwas behaarter Rhachis. Die meist sitzenden, abgerundeten oder stumpfen bis spitzen, seltener eingebuchteten 5–13, kahlen Blättchen sind meist ganzrandig oder manchmal im oberen Teil teils mehr oder weniger gekerbt oder gesägt. Sie sind leicht ledrig, bis 4–7,5 Zentimeter lang und eiförmig bis verkehrt-eiförmig. Die jungen Blätter sind mehr oder weniger gesägt. Das glänzende Laub verströmt einen pfeffrigen Geruch wenn man es reibt oder bricht. Die Nebenblätter fehlen.
Der Brasilianische Pfefferbaum ist zweihäusig diözisch. Die sehr kleinen, gelblich-weißen und kurz gestielten, fünfzähligen, funktionell eingeschlechtlichen Blüten mit doppelter Blütenhülle sind in achselständigen, vielblütigen, reich verzweigten, kürzeren Rispen angeordnet und werden im Sommer gebildet. Es sind zehn Staubblätter in zwei ungleichen Kreisen oder in den weiblichen Blüten kleine Staminodien sowie ein oberständiger Fruchtknoten mit sehr kurzem Griffel und dreilappiger Narbe bzw. in den männlichen Blüten ein kleiner Pistillode und jeweils ein Diskus vorhanden. Aus ihnen entwickeln sich später kleine grüne Steinfrüchte, die sich während der Reife zu den auffälligen, roten, lange haltbaren, glatten, aromatischen und 4–6 Millimeter großen, einsamigen, ledrigen, dünnfleischigen, -schaligen Früchten mit minimalen Griffelresten entwickeln. Der holzige, etwas abgeflachte, skulptierte und rot-braune Steinkern ist bis 3 Millimeter groß.
Die Chromosomenzahl beträgt 2n = 28.

## Pharmakologie
Schinus terebinthifolia enthält 3,3 bis 5,2 % ätherisches Öl. Dieses besteht vor allem aus den Monoterpenen α- und β-Phellandren, Limonen, p-Cymol, Silvestren, Myrcen, α-Pinen, trans-Terpin, Perillaaldehyd, 3-Caren und Carvacrol. Außerdem enthalten die Früchte Cardanole, ihre Konzentration schwankt zwischen 0,03 % (in Réunion) und 0,05 % (in Florida). Einige Zeit nach dem Verzehr können Schleimhautreizungen auftreten. Hauttests mit Cardanol erwiesen starke hautreizende Wirkung mit langer Latenzzeit. Vermutlich können von den Früchten ausgehende Dämpfe Kopfschmerzen, Schwellungen der Augenlider und Atmungsdepressionen hervorrufen. Obwohl nach Schwenker & Skopp nach Selbstversuchen und Verwendung als Gewürz keine Reizwirkung von der Pflanze ausging, sollte sie als giftig betrachtet werden.

## Verwendung
Die Früchte dieser brasilianischen Gewürzpflanze werden unter der Bezeichnung „Rosa Pfeffer“, „Rosé Pfeffer“ oder „Rosa Beeren“ als Gewürz verwendet, sie sind jedoch kein echter Pfeffer, sondern werden buntem Pfeffer (schwarz, weiß und grün) aus optischen Gründen anstelle des seltenen roten Pfeffers beigemischt. Sie sind von mild aromatischem Geschmack. Die Früchte werden gerne als Weihnachtsschmuck verwendet, darauf beruht auch der Zweitname „Weihnachtsbeere“.
Der Baum führt ein Gummiharz, Aroeireharz oder Amerikanischer Mastix, wie der Peruanische Pfefferbaum (Schinus molle).

## Verbreitung
Der Brasilianische Pfefferbaum ist in Südamerika beheimatet. Er hat ursprüngliche Vorkommen in Brasilien, Argentinien und Paraguay.
In den USA ist die 1840 als Zierpflanze nach Florida importierte Art heute unerwünscht, da sie verwildert und natürliche Biotope überwuchert. Große Gebiete der Everglades sind heute reine Pfefferbaum-Bestände und es wird mit Millionen-Dollar-Einsatz versucht, Bereiche wieder von dieser Pflanze zu befreien. Der Besitz oder die Pflanzung ist in Florida strafbar.
Die Bäume sind frostempfindlich und benötigen eine Mindesttemperatur von 5 °C.

## Taxonomie und Systematik
Der Brasilianische Pfefferbaum wurde 1820 von Giuseppe Raddi in Memorie di Matematica e di Fisica della Società Italiana delle Scienze Residente in Modena Band 18 Seite 399 als Schinus terebinthifolia erstbeschrieben.
Man kann 2 Varietäten unterscheiden:
- Schinus terebinthifolia var. acutifolia Engl.
- Schinus terebinthifolia var. terebinthifolia.